# Milionia flaviventris
Milionia flaviventris är en fjärilsart som beskrevs av Rothschild 1896. Milionia flaviventris ingår i släktet Milionia och familjen mätare. Inga underarter finns listade i Catalogue of Life.